# Clotilde Courau
Clotilde Marie Pascale Courau, född 3 april 1969 i Levallois-Perret, Île-de-France, är en fransk skådespelerska.

## Utmärkelser
Courau vann European Film Awards, bästa kvinnliga skådespelare 1991 för Le Petit Criminel.

## Roller i urval
- 1990 – Le Petit Criminel
- 1993 – Hjärtats skamvrå
- 1993 – Konsten att göra en kassasuccé
- 1995 – Élisa
- 1995 – Lockbetet
- 2007 – La vie en rose – berättelsen om Edith Piaf
- 2015 – I skuggan av kvinnor
- 2021 – Benedetta
- 2023 – Marguerites teorem